# 尾久車両センター
尾久車両センター（おくしゃりょうセンター）は、東京都北区上中里二丁目にある、東日本旅客鉄道（JR東日本）首都圏本部の車両基地である。当センター敷地全体は尾久客車操車場と呼ばれ、その構内に存在している。
1916年（大正5年）7月に開設された上野検車区を前身とし、1926年（大正15年）10月10日に現地に貝塚操車場が新設されて移設した車両基地である。1929年（昭和4年）6月20日に尾久客車操車場と改称され尾久客車区が発足し、2004年（平成16年）6月1日に現名称に改称した。
宇都宮線（東北本線尾久支線）の尾久駅に隣接していて、列車密度、速度共に高い東北本線（宇都宮線・高崎線列車）の運行に支障を来たさずに数多くの回送列車を安全にさばくため、上野駅から当センターへの分岐点を超えて尾久駅手前までの東北本線列車線は複々線となっている。この間の客車列車の回送には、推進運転と呼ばれる特徴的な方法が採用されており、推進運転が本線上で行われているのは全国でもここだけである。
旧称の尾久客車区が示すようにかつては客車、それも上野駅発着の夜行列車が数多くあったため寝台車が多数配置されていた。また、特急「はつかり」の81系気動車置換え後は、首都圏唯一の特急形気動車の検修基地となったこともある。
構内南西には田端操車場への連絡線がある。以前は、構内西側に尾久機関区も設置され、転車台・扇形庫の設備や、扇形庫の裏手にも、田端操車場へ通じる連絡線があった。1964年（昭和39年）3月1日に田端機関区（旧・田端運転所）に統合される形で廃止され、残された設備も1966年（昭和41年）1月までに撤去された。なお、2022年（令和4年）4月1日に、連絡線付近に併設されていた田端運転所と当センターが統合し、同運転所所属の機関車は当センター所属となった。

## 設備
当センターは、南北に2,202 m、東西に249 m、敷地面積が約29万6000 m2である。
構内は、到着線4線、着発線17線、出発線11線、洗浄線10線、組替線4線、回転線2線、引上線などが配線されている。その他、北東側には検修庫と転車台が設置され、その周囲にも通路線や予備線などが配線されている。構内の大部分は直流電化されているが、検修庫付近の線路は非電化である。
当センターでは、宇都宮線・高崎線、常磐線、東海道線などの通勤形・近郊形電車の滞泊や留置を行っている。以前は、上野駅を発着する「北斗星」や「カシオペア」などの客車列車を担当していたが、それら客車列車の運行廃止に伴い、2023年（令和5年）4月現在では、E655系やE001形「TRAIN SUITE 四季島」と、元「カシオペア」用E26系客車の仕業検査・機能保全検査などを担当している。また、当センターの入換機としてぐんま車両センター所属のDE10形が常駐している。

## 配置車両に記される略号

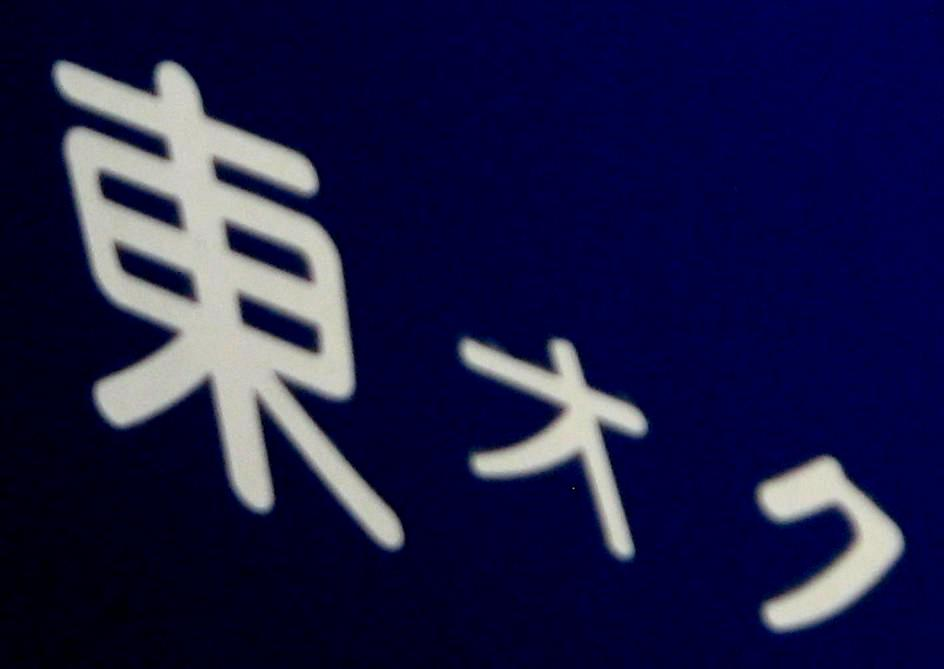
尾久車両センター 所属略号

- 旅客車 - 「都オク」…首都圏本部を意味する「都」と、尾久を意味する電報略号の「オク」から構成される。国鉄時代にも使用されていたが、1969年（昭和44年）3月の東京鉄道管理局分局により東京北鉄道管理局の管轄となり「北オク」、1957年（昭和32年）までは「東ヲク」と表記されていた[12]。以降、2022年（令和4年）10月に現略称に改称するまでは「東オク」となる。
- 機関車 - 「尾」…尾久を意味する「尾」から構成される。これは、2022年（令和4年）4月1日に機関車が所属していた田端運転所と当センターが統合し、同運転所所属の機関車が当センター所属となったため[6]。

## 歴史
上野駅の開業後の1916年（大正5年）7月に上野検車区が開設され、東北方面への客車車庫は同駅構内に置かれていた。しかし1923年（大正12年）2月からの東京 - 上野間高架線新設に伴う構内大改良工事の開始により、旅客設備以外の施設を他に移転することになった。客車操車場は尾久地区に新設されることになり、1924年（大正13年）8月に貝塚信号所として開設し、貝塚信号所 - 王子間に回送線が新設され、王子経由で回送列車が運転された。また、当初は王子駅の管轄下とされた。

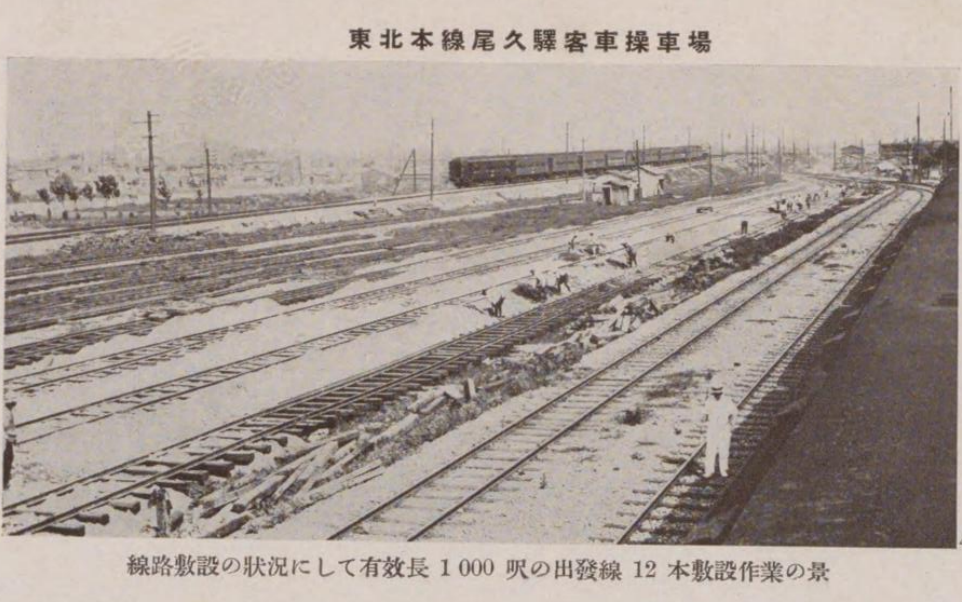
改良中の尾久駅客車操車場（1930年ごろ）

1926年（大正15年）10月10日に貝塚操車場と改称し独立、上野検車区を現地に移設し、同時に貝塚操車場 - 日暮里間に回送線を新設、翌1927年（昭和2年）11月に回送線が上野まで延長された。さらに1929年（昭和4年）6月20日に尾久操車場と改称し、操車場内に尾久客車区が設置され、同時に旅客線を分離して尾久駅も新設された。約6万坪の敷地は「東洋最大のヤード」と呼ばれた。また、操車場建設と並行して東北本線列車線の経路付替えが行われ、翌21日から列車は同駅経由で運転された。
1934年（昭和9年）5月10日には、田端機関庫上野分庫が廃止され、尾久分庫に業務移管。さらに1939年（昭和14年）10月1日には尾久機関区に昇格し、その後長期にわたり、基本的に田端区は貨物列車、尾久区は旅客列車の担当となった。
上野 - 尾久客車操車場間の列車線と回送線は、1931年（昭和6年）4月10日から複々線となったが、当初は上野駅高架ホームからは尾久操車場に、地平ホームからは大宮方面につながる構造であり、地平ホーム⇔操車場ならびに高架ホーム⇔大宮方面の列車は日暮里駅構内の渡り線で転線を行う必要があった。これがダイヤ編成上の支障となっていたため、1968年（昭和43年）10月1日ダイヤ改正を控えて操車場への分岐点改良が行われ、同年9月29日からは高架ホーム側・地平ホーム側双方の線路から出入区できるように改められたほか、増発された列車本数に対応するため、1969年（昭和44年）4月25日より大宮（1983年〈昭和58年〉10月1日から土呂） - 東大宮間に東大宮操車場を新設し、尾久客車区東大宮派出が設置された。
1994年（平成6年）12月1日には品川運転所（現・廃止）の車両無配置化に伴い、同所配置車両が転入した。また、2004年（平成16年）6月1日の組織変更で尾久客車区から尾久車両センターに改称された。
2015年（平成27年）3月14日に上野東京ラインが開業、東海道線の宇都宮線・高崎線との相互直通運転が行われるようになったが、東海道線の上野駅発着列車も設定されており、この回送列車は当センターに留置されるようになった。

### 沿革
- 1916年（大正5年）7月 - 上野駅構内に上野検車区が開設。
- 1924年（大正13年）8月 - 貝塚信号所開設。貝塚信号所 - 王子間に回送線新設。王子経由で回送列車が運転される。
- 1926年（大正15年）10月10日 - 貝塚操車場と改称、上野検車区を現地に移設。貝塚操車場 - 日暮里間に回送線を新設。
- 1927年（昭和2年）11月 - 貝塚操車場 - 日暮里間の回送線、上野まで延長。
- 1929年（昭和4年）6月20日 - 尾久客車操車場と改称、尾久客車区が設置。尾久駅新設。
  - 6月21日 - 東北本線列車、同駅経由（尾久支線）での運転開始。
- 1931年（昭和6年）4月10日 - 上野 - 日暮里間4複線（8線）化、東北本線列車線と尾久回送線は方向別複々線となる。
- 1934年（昭和9年）5月10日 - 田端機関庫上野分庫が廃止、尾久分庫（のちに尾久機関支区）として操車場北西側に設置。
  - 6月 - 上野 - 尾久客車区間の回送列車の推進運転開始。
- 1939年（昭和14年）10月1日 - 尾久機関支区が尾久機関区に昇格。
- 1964年（昭和39年）3月1日 - 尾久機関区、田端機関区（現・田端運転所）に統合される形で廃止。
- 1968年（昭和43年）9月29日 - 尾久回送線と東北本線列車線の立体交差化工事完成、共用開始。
- 1969年（昭和44年）4月25日 - 増発された列車本数に対応するため、大宮（1983年〈昭和58年〉10月1日から土呂） - 東大宮間に東大宮操車場を新設。構内に尾久客車区東大宮派出を設置。
- 1987年（昭和62年）4月1日 - 国鉄分割民営化に伴い、JR東日本が発足。当客車区は東京圏運行本部（→東京地域本社→東京支社）の管轄となる。
- 1994年（平成6年）12月1日 - 品川運転所（現・廃止）の車両無配置化に伴い、同所配置車両が転入。
- 2001年（平成13年）4月1日 - 尾久客車区東大宮派出、大宮支社新設に伴い、機能を小山電車区（現・小山車両センター）へ移管。
- 2004年（平成16年）6月1日 - 組織変更により尾久車両センターに改称[4]。
- 2015年（平成27年）3月14日 - 上野東京ライン開業。東海道線の上野駅発着列車が設定され、その回送列車の当センターへの留置を開始。
- 2022年（令和4年）4月1日 - 田端運転所検修と統合し、機関車は当センター所属となる。

## 配置車両
2025年4月1日現在の配置車両は以下のとおり。
当区はもともと客車検修区であり旧東京支社管内で唯一発電用ディーゼルエンジンの検修実績や給油設備をもっており、この経緯から電車でありながらディーゼルエンジンを搭載するE655系・E001系が当区に配置されることとなる。
| 電車 | 気動車 | 機関車 | 客車 | 貨車 | 合計  |
| ---- | ------ | ------ | ---- | ---- | ----- |
| 19両 | 67両   | 8両    | 22両 | 12両 | 128両 |

### 電車
E655系（5両）
- E655-1（特別車両）を除くハイグレード車両5両1編成が配置されている。E655-1は東京総合車両センターの配置。
- 後述のEF58 61および皇室用客車に代わり、お召し列車・御乗用列車の運用を受け継いだ。
- ハイグレード車両5両は団体臨時列車のみで運用され、定期列車や臨時列車には充当されない。

E001形（10両）
- 「TRAIN SUITE 四季島」専用の10両が配置されている。
- 7両は2016年8月26日に落成[19][20]、同年9月6日に川崎重工兵庫工場から出場し、翌7日に甲種輸送で入場し[21][22]、同年9月15日付で配置されている[23]。
- 残り3両は同年9月27日に総合車両製作所横浜事業所から甲種輸送で入場し[24][25]、2017年2月27日付で配置されている[23]。

E493系（4両）
- 事業用交直流電車（牽引車）。01編成が2021年3月26日付で配置された[26]。その後、02編成も2023年4月17日付けで配置された[2]。

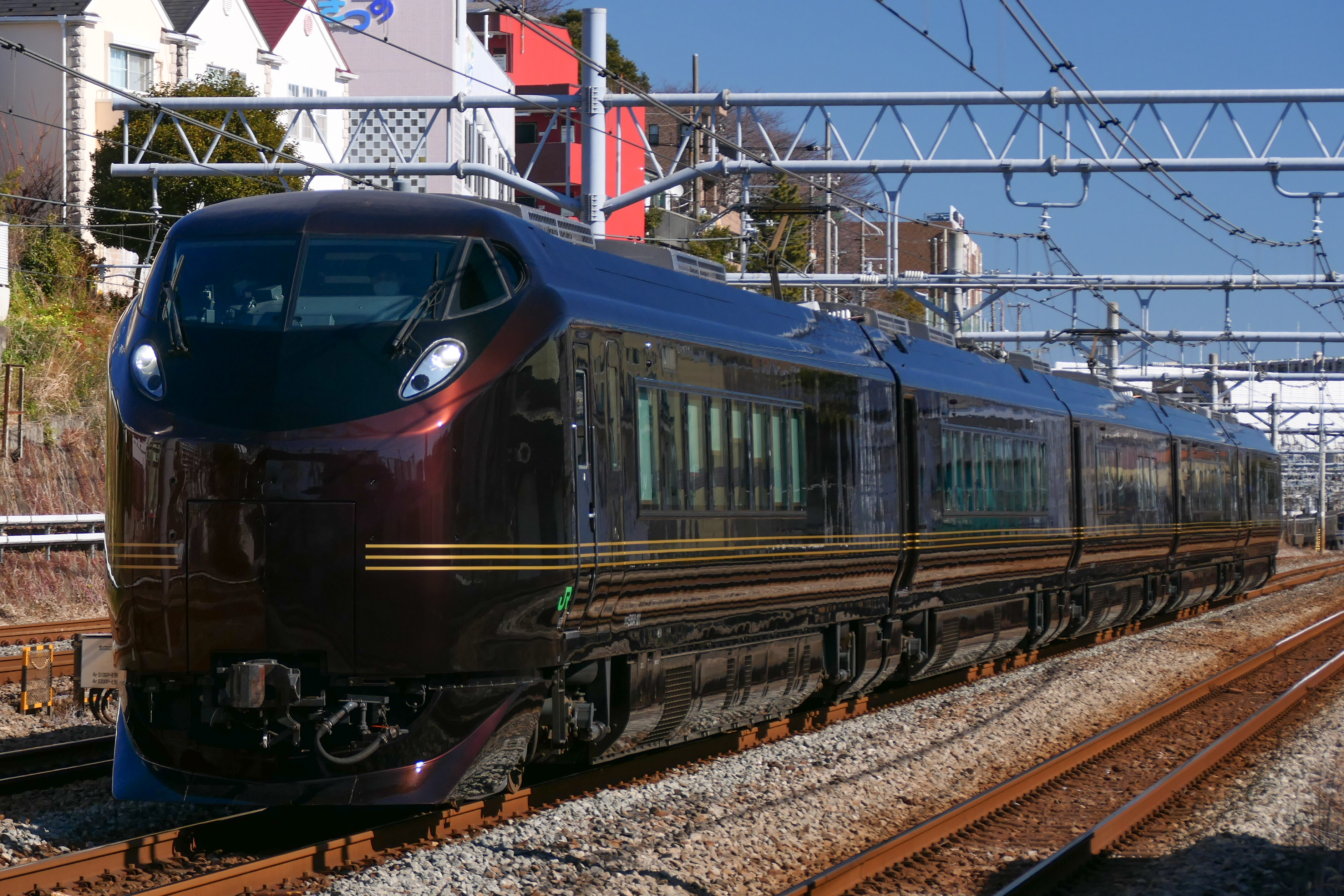
E655系
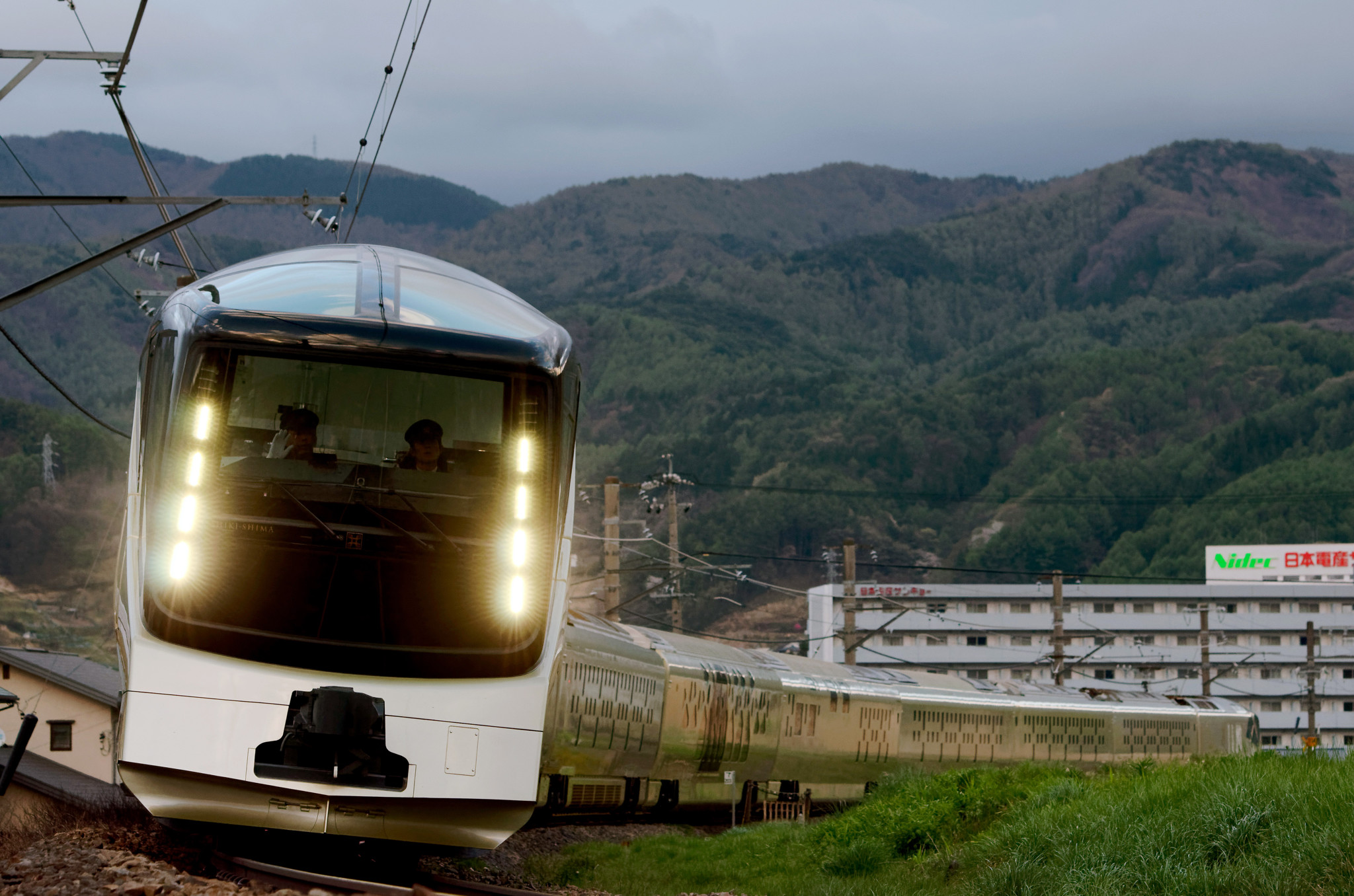
E001系
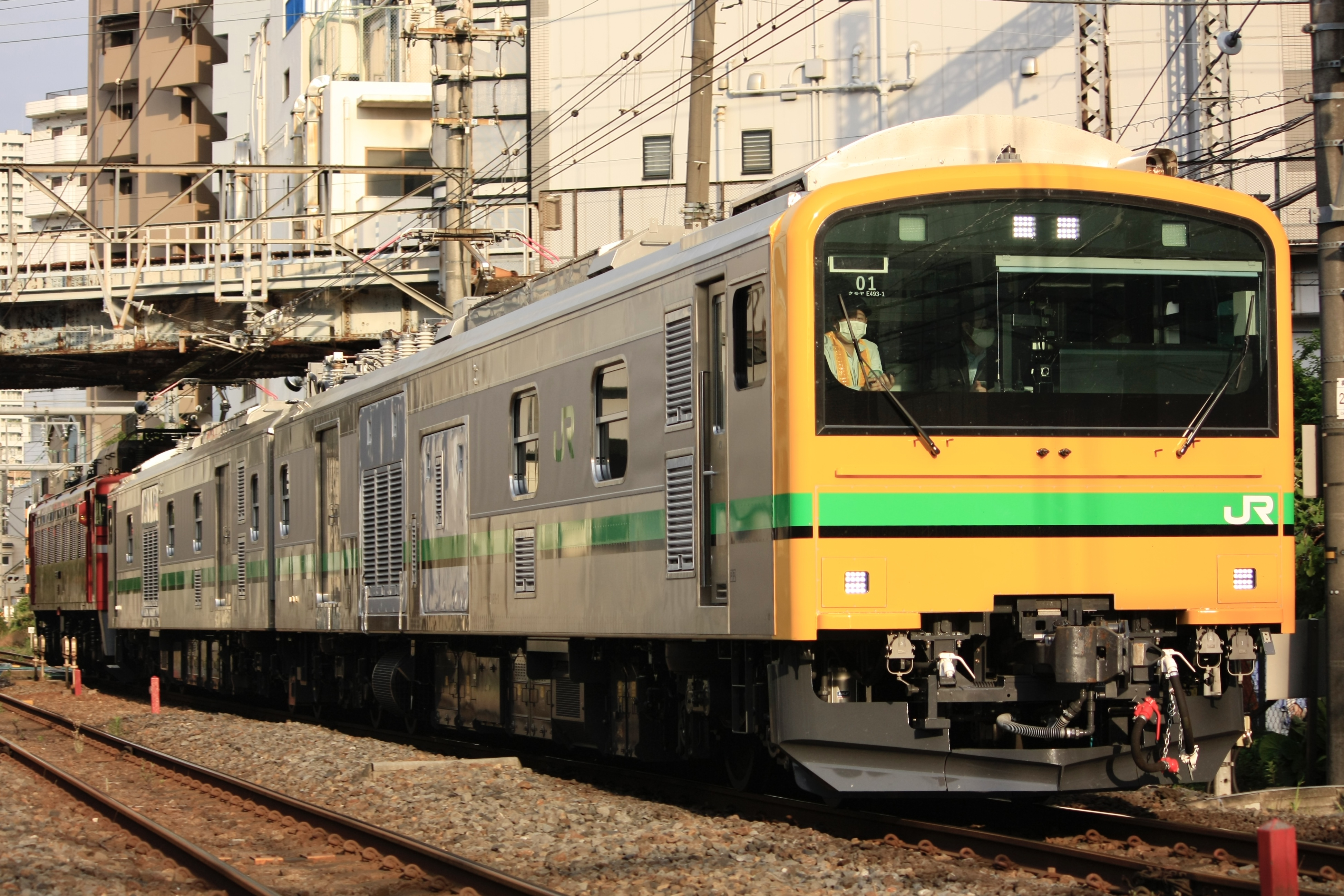
E493系

### 気動車
キヤE195系（67両）
- 定尺レール運搬用のキヤE195形1000番台・1100番台は、2020年5月16日付で小牛田運輸区から1本2両が転入、2020年9月30日付で5本10両が新製配置、同年10月から2021年1月にかけて11本22両が増備された[27]。
- ロングレール運搬用の11両編成は、2021年2月1日付で小牛田運輸区から1本11両が転入、同月から3月にかけて2本22両が新製配置された[27]。

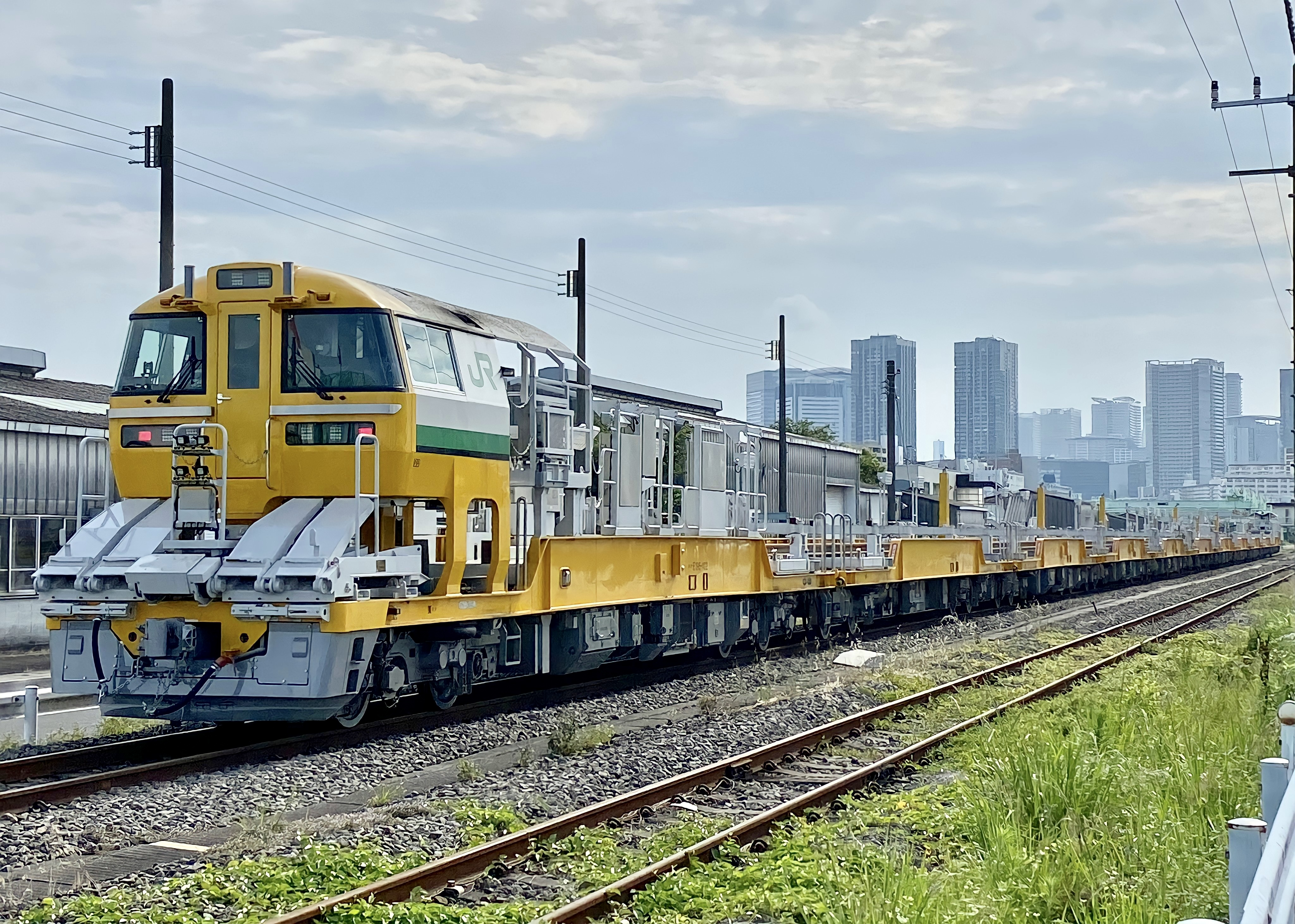
キヤE195系0番台
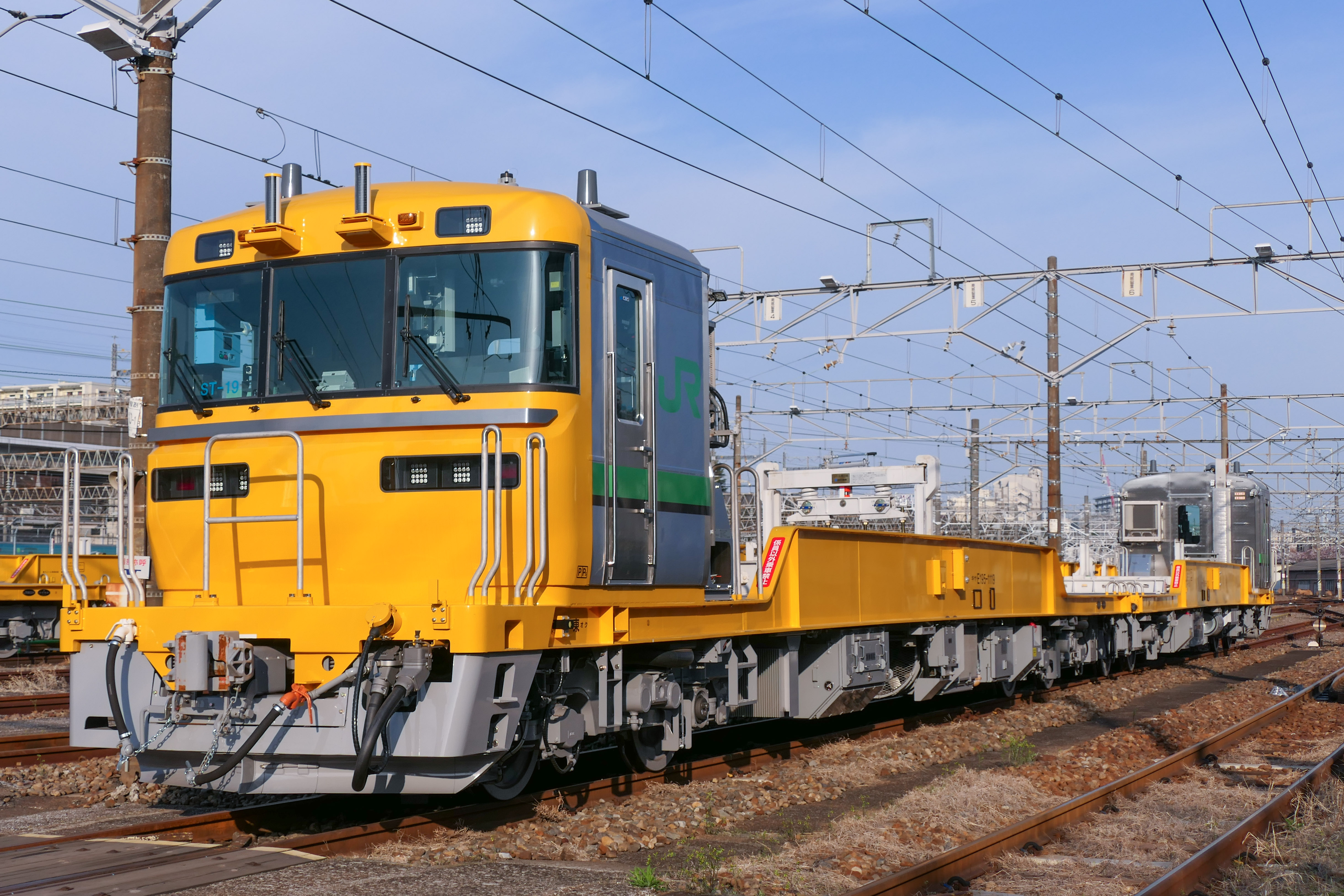
キヤE195系1000番台

### 機関車
EF65形（4両）
- EF65 1102、1103、1105、1115が配置されており、主にホキ800形の配給列車の牽引を担当する。
- 1102・1103・1105は長野総合車両センターに疎開中。同じく長野に疎開された1104は2023年4月4日に除籍された[28]。

EF81形（4両）
- EF81 80、81、95、139が配置されており、主にカシオペア紀行の牽引や配給列車の牽引を担当する。
- 81はお召し装飾、95はスーパーエクスプレスレインボー色である。
- 98は2024年3月26日付で廃車された[2]。

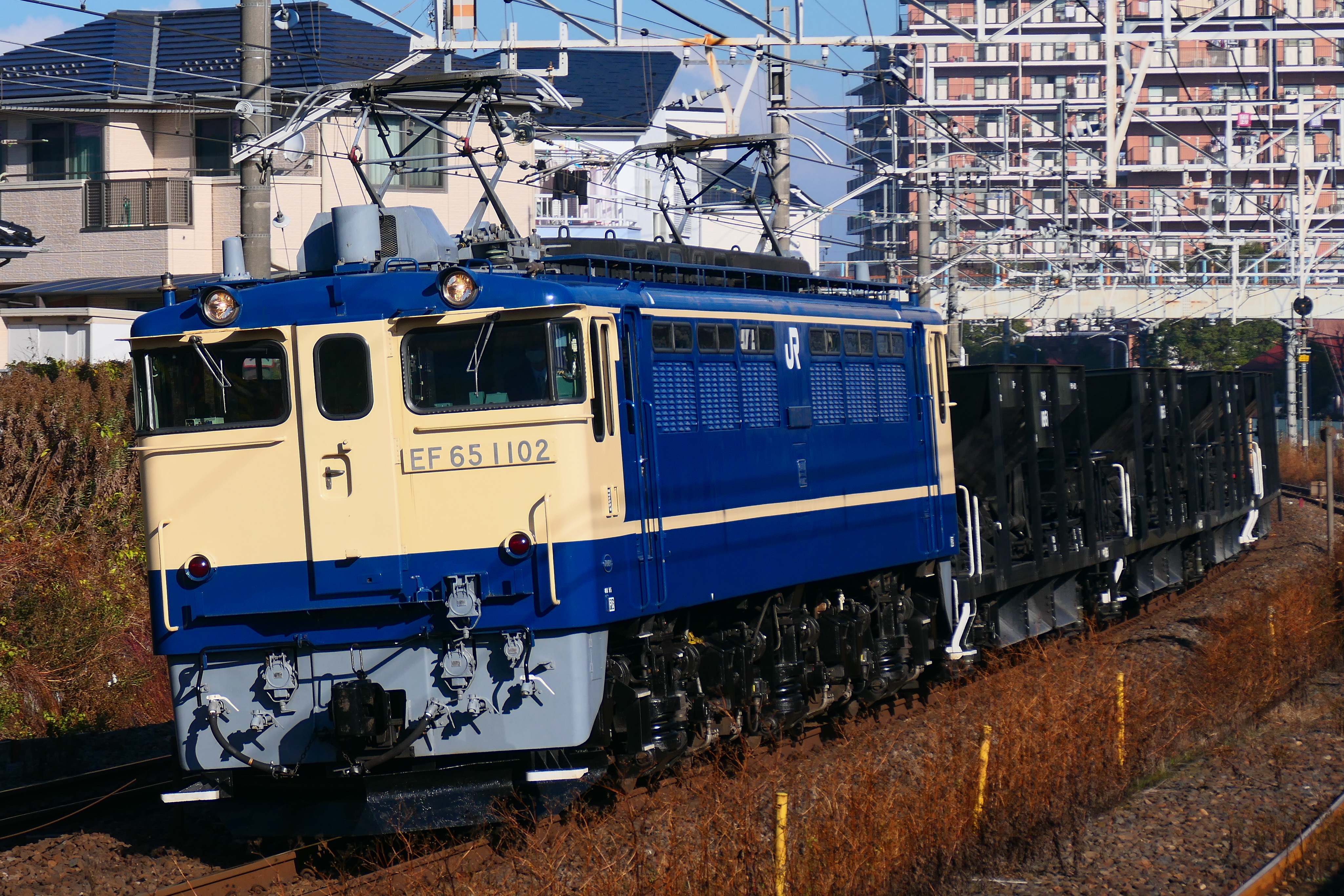
EF65 1102
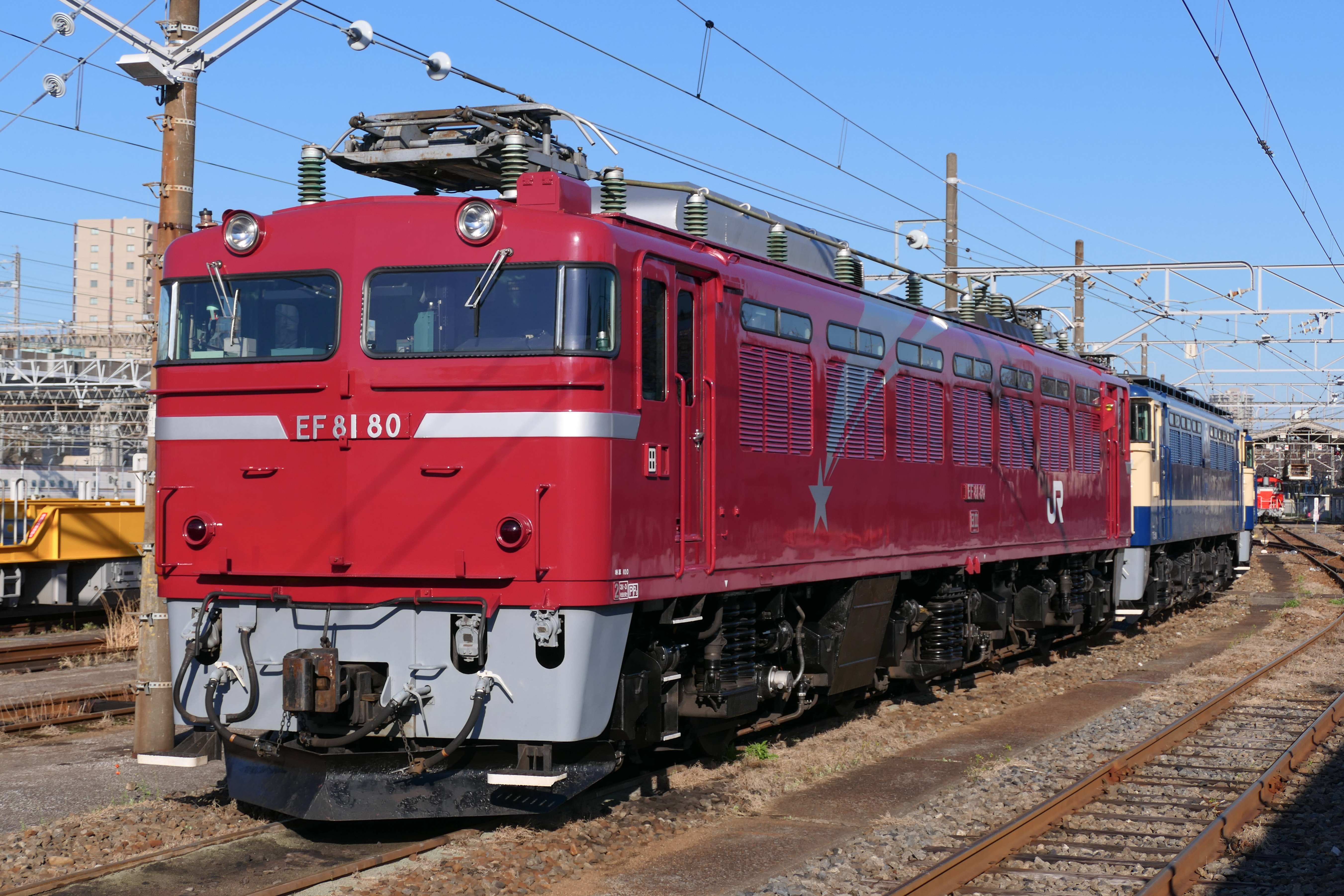
EF81 80
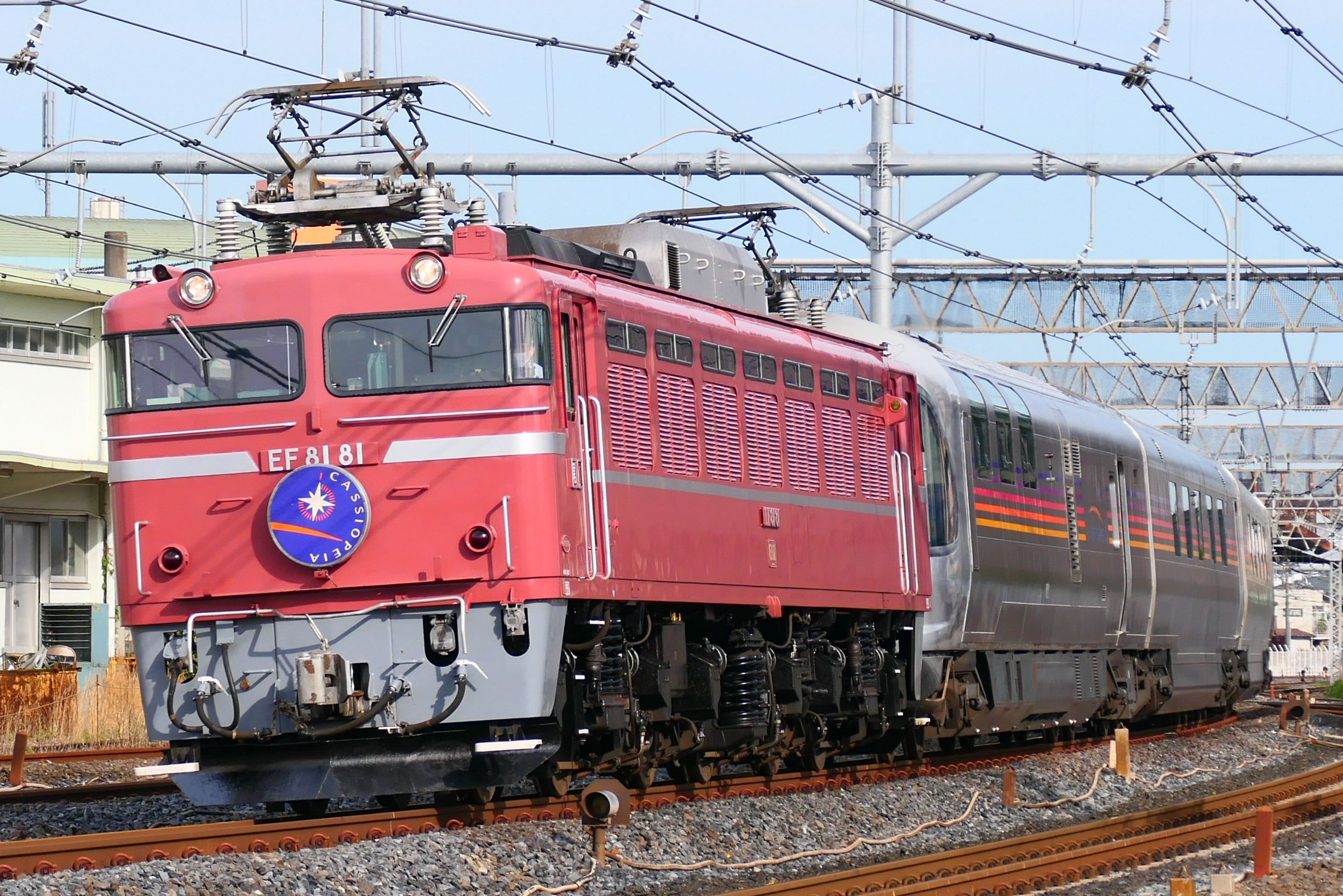
EF81 81
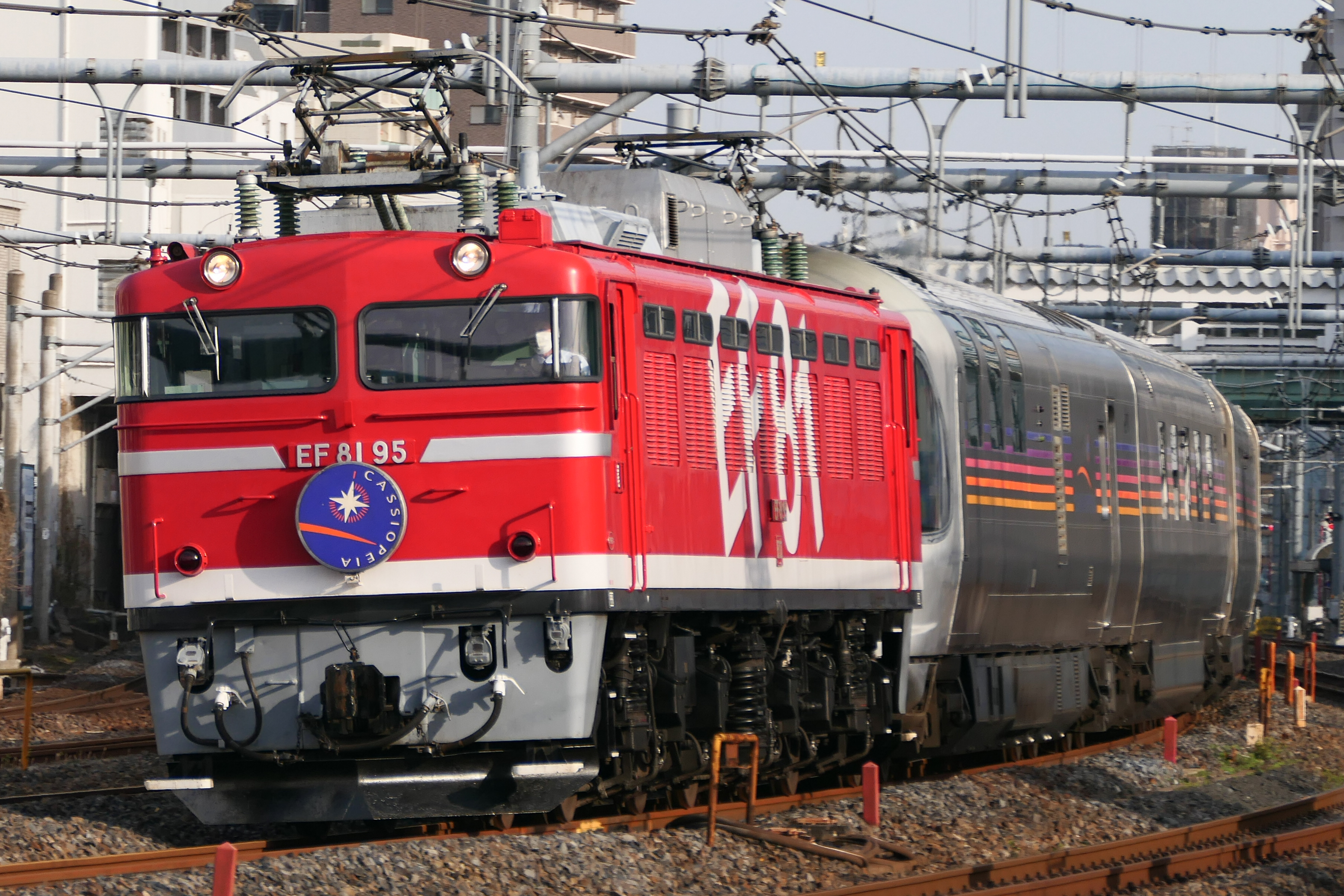
EF81 95

### 客車
24系（1両）
- 寝台特急「出雲」で使用された1両（オシ24 701）が車籍を残され敷地内に留置されている。
- 「北斗星」用のオロハネ25 501と「出雲」用のオロネ25 7は、2021年3月1日付で[27]、「北斗星」用のオハネフ25 14とスシ24 506は2025年2月1日付けで廃車された[18]。

E26系（13両）
- 12両編成1本と、予備用の電源車（カヤ27形）1両が配置されている。寝台特急「カシオペア」で運用されていた。
- 2016年6月以降は団体臨時列車「カシオペア紀行・カシオペアクルーズ」として東北・北海道方面を周遊するツアーで使用されており[29]、同年9月には長野行きのツアーも運行された[30]。
- 2022年現在は「カシオペア紀行」を中心に運転され上野 - 秋田・青森間、上野 - 長野間といずれも上野発で東日本エリアのみでの運行となっている。

皇室用客車（8両）
- 御料車4両（1,2,3,14）、供奉車4両（330,340,460,461）の8両が配置されている。
- 後述のEF58 61と同様に、E655系（皇室用は特別車両のE655-1）にお召し列車・御乗用列車の運用が引き継がれたため、全車が保留車となっており、東京総合車両センター内で保管されている。

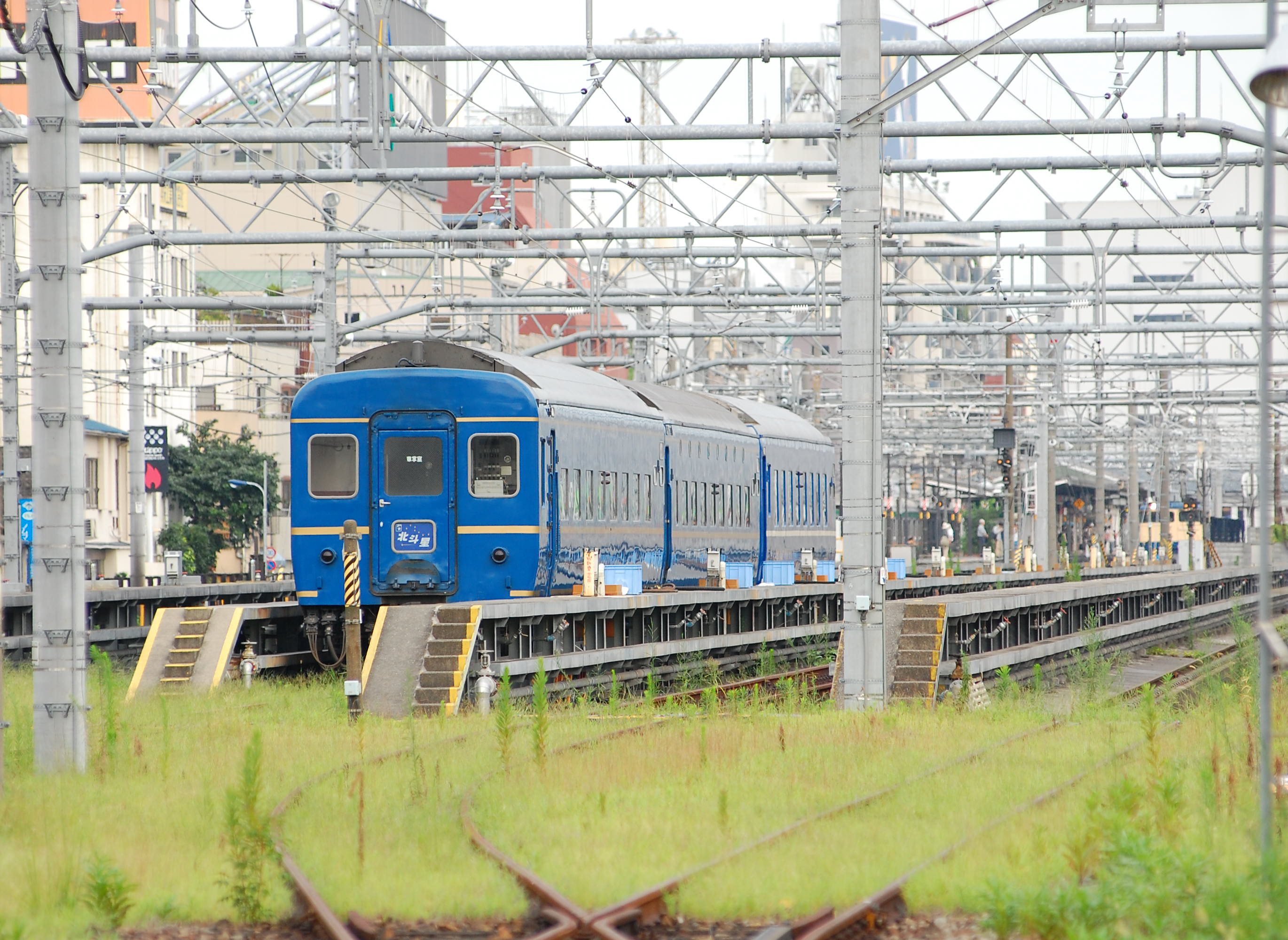
24系
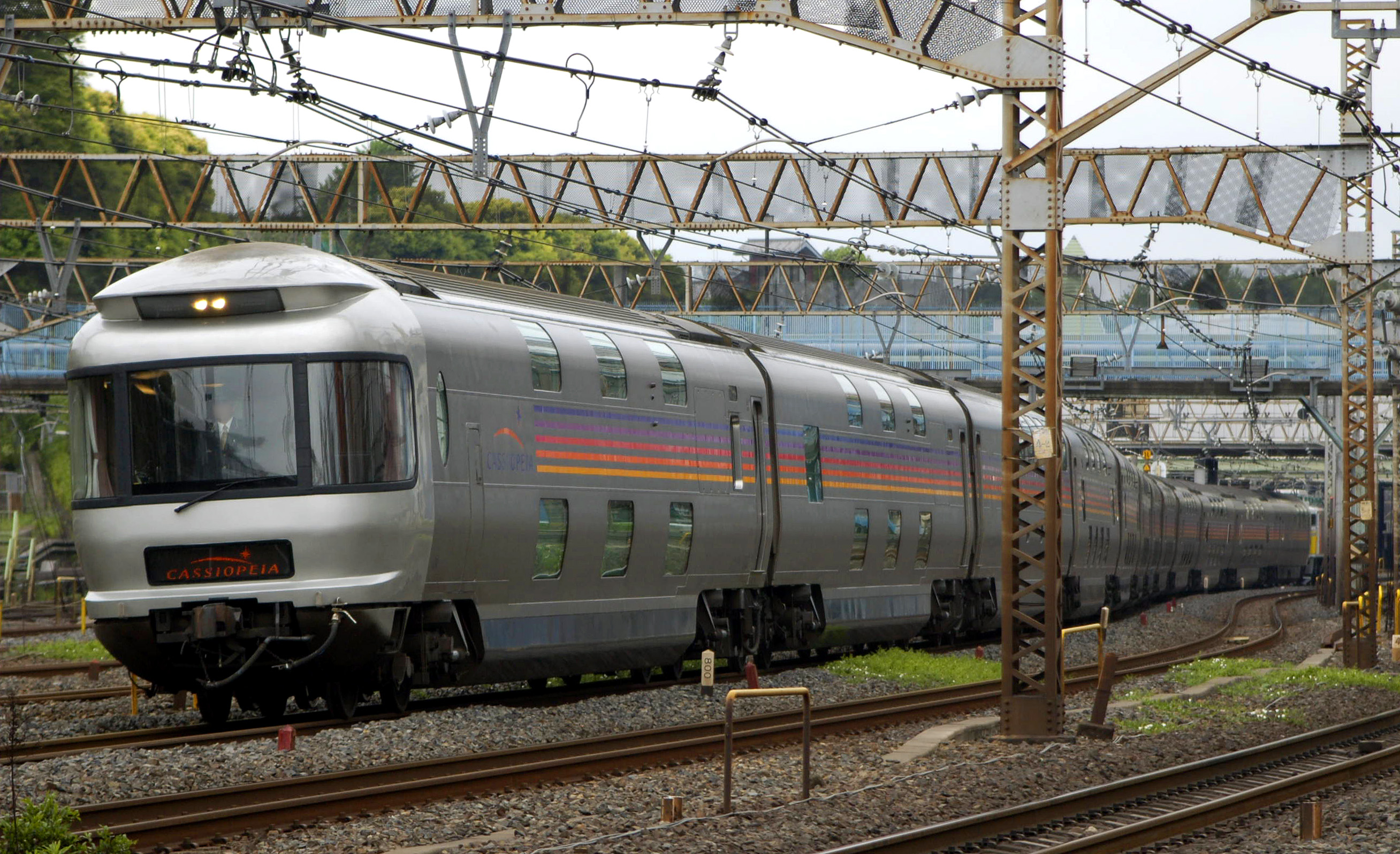
E26系
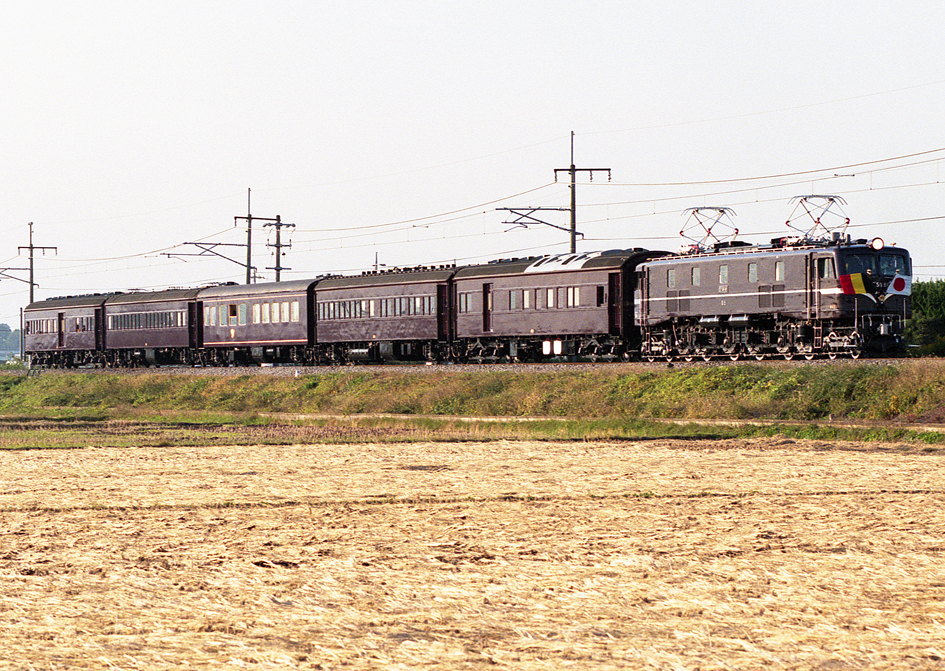
1号編成

### 貨車
ホキ800形（12両）
- バラスト輸送・散布用ホッパ車。宇都宮貨物ターミナル駅常備。

### 過去の配置車両

#### 気動車
キハ80系
- 特急「はつかり」「白鳥」用として配置されていた。

キハ181系
- 特急「つばさ」用として配置されていた。

#### 機関車
EF58形
- EF58 61が配置されていた（元は東京機関区所属。国鉄分割民営化前に田端運転所所属となる）。
- 前述のE655系がお召し列車・御乗用列車の運用を受け継いだため、本機は保留車扱いとなっていた。
- 2022年10月30日から鉄道博物館での常設展示が開始され、当初は「寄託」の形を採り車籍を有していたが、2023年5月31日に車籍を抹消された[2]。

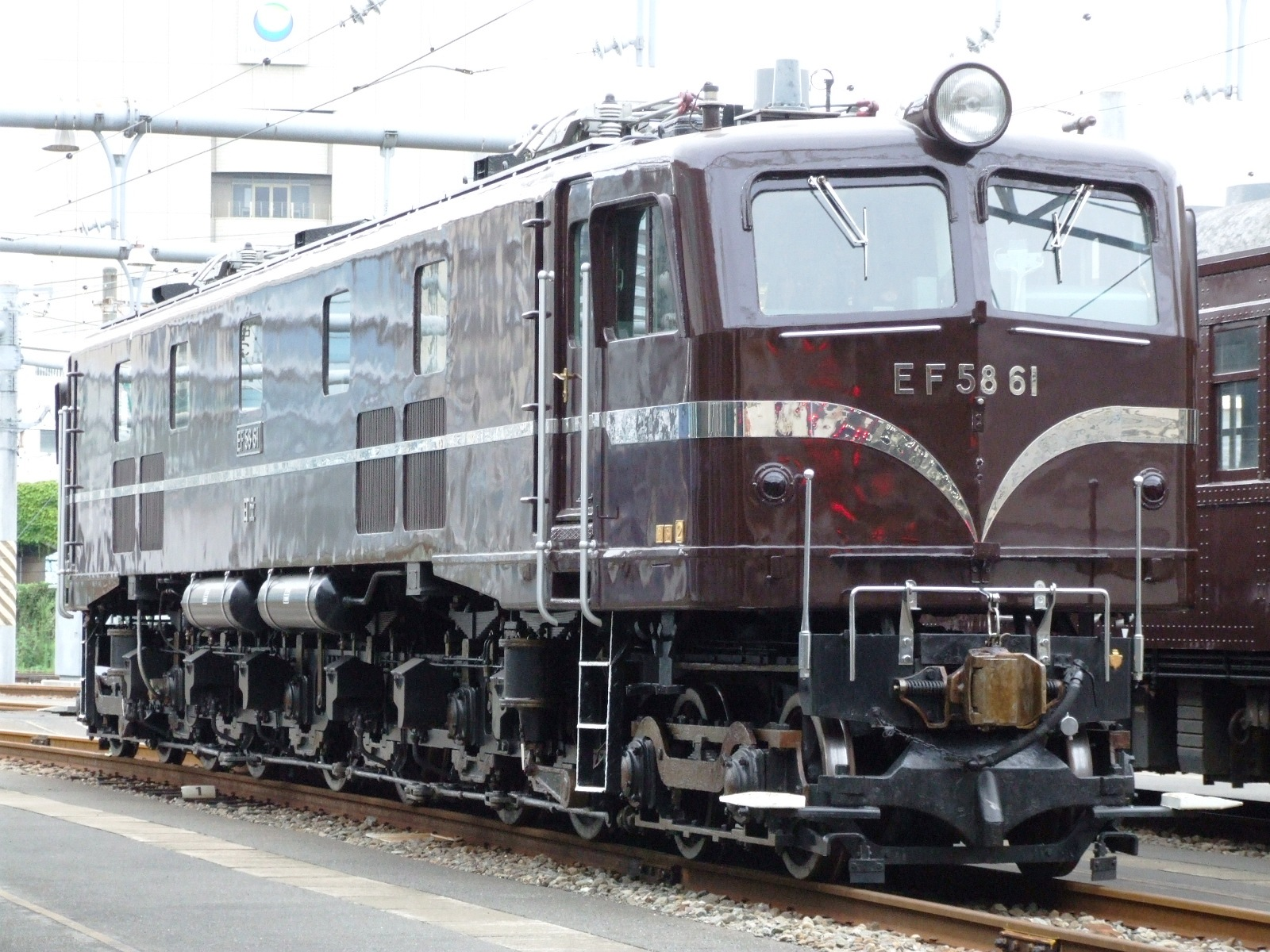
EF58 61

#### 客車
マニ50形
- 救援車代用として2両が配置されていたが、2008年度中に廃車された。

14系（寝台車）
- 寝台特急「北陸」で運用された7両が2013年度に廃車され、配置がなくなった。

12系（座席車）
- 一般座席車やジョイフルトレイン「江戸」「なごやか」が配置されていた。

14系（座席車）
- ジョイフルトレイン「ゆとり」の展望車のみ2両が2015年まで配置されていた。
- かつては「サロンエクスプレス東京→ゆとり」の他にも一般座席車やジョイフルトレイン「スーパーエクスプレスレインボー」も配置されていた。
- 2015年7月に長野総合車両センターへ回送され、7月8日付で廃車された。

マヤ34形
- 1995年時点では2002 - 2004が配置されていた。
- 2015年8月11日まで配置されていた保留車は2015年度中に解体されている。

## 推進回送
推進回送（推回）とは、機関車牽引の列車を通常とは逆向きの、客車を先頭、機関車を最後尾とした推進運転で回送する方法である。1934年6月にそれまでの機関車付け替え方式に代わって導入された。
当センターが受け持つ寝台特急に代表される客車列車は上野発着であり、同駅での転向（折り返し）が必須となる。しかし、これらの発着に使われる列車ホームは、頭端式ホームという行き止まりの構造であるため機回しができない。そのため機関車の付け替えを行わず、推進回送が行われている。

つまり推進回送とは、当センターの場合、上野駅を出発する下り客車列車は、車庫である当センターで車内準備を整え、大宮方に機関車を連結し客車を先頭車として上野駅に向けて回送され、上野駅で乗客を乗せた後、機関車の付け替えを行わずに今度は機関車を先頭として出発する。逆に、上野駅に到着した上り客車列車は、機関車の付け替えを行わずに上野方に機関車を連結したままの状態で客車を先頭として当センターに向けて回送することを指す。
推進回送で実際に運転を担当するのは最後部の機関車に乗務する運転士であるが、運転台のない先頭の客車には正規の運転装備に代わるものとして、可搬式のブレーキ弁、警笛、前照灯、無線が用意され、非常時のブレーキ操作を行う推進運転士が乗り込み、後部の運転士と連絡を取りながら運転される。なお、この区間の回送運転は田端運転所所属の運転士が担当する。推進運転の際の速度は45 km/h以下、推進運転士のない場合は25 km/h以下に制限されている。特殊な運転扱いにもかかわらず現在まで続いている理由は、回送が約11分間程度と短距離および運行量の多い区間のため、機関車付け替えに比較して、時間的、経済的に有利との判断からとされている。

## 一般公開

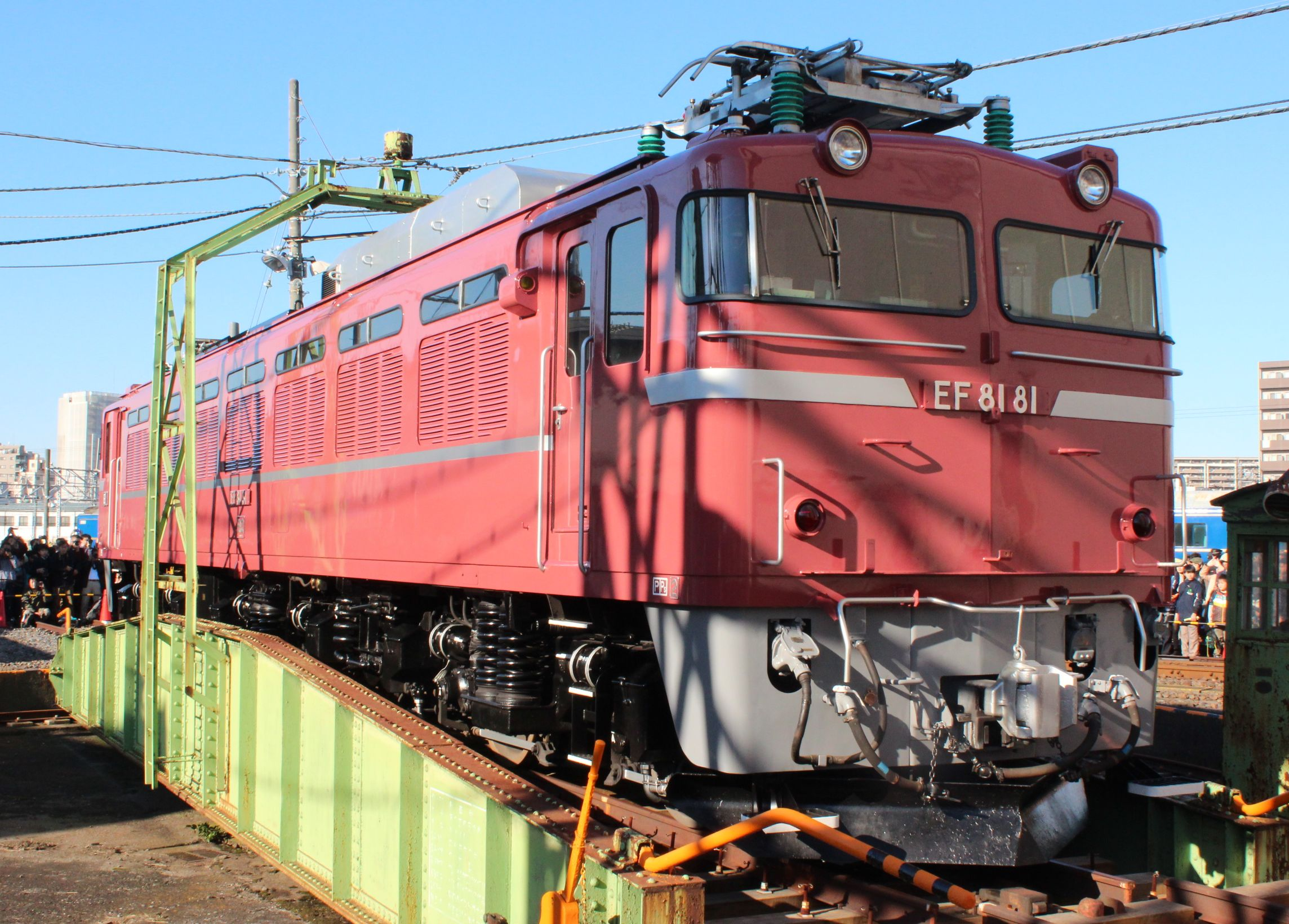
転車台に展示されたEF81 81（2014年）

当センターでは、2001年から毎年11月中旬の土曜日に「みんな集まれ！ふれあい鉄道フェスティバル」という題名の、一般公開イベントを開催している。
主なイベント内容は、
- 車両の展示 ： JR東日本所有の電気機関車やディーゼル機関車、当センター所属の寝台客車など。
- ふれあいコーナー ： Nゲージ自転車発電式運転体験（自でん車でGO）、保守用車両（レールスター・マジックボーイ）体験乗車、レール切断の実演、HOゲージ運転体験、ヘッドマークの展示など体験型イベント等の催し。
- こども駅長制服撮影会 ： こども用駅長制服・制帽を着用して記念撮影ができるイベント。
- 特設販売 ：　記念弁当（800 個限定）や各地の駅弁、電車パン、鉄道グッズなどを販売。

この他、転車台回転実演、検修庫内展示なども行われ、毎年多くの来訪客で賑わっている。